# Malaccastrædet
Malaccastrædet er et snævert stræde mellem den Malajiske Halvø og den indonesiske ø Sumatra.
Fra et økonomisk og strategisk perspektiv er Malaccastrædet et af de vigtigste skibsforbindelsesled i verden på linje med Suez-kanalen og Panamakanalen. Strædet danner hovedpassagen for skibe mellem det Indiske Ocean og Stillehavet og forbinder derved tre af verdens mest befolkede lande: Indien, Indonesien og Kina.
I 2014 passerede mere end 79.000 skibe strædet og besejles derved af mellem 1/5 og 1/4 af verdens skibstrafik. Halvdelen af verdens olie transporteret til vands kommer gennem Malaccastrædet, i 2003 opgjort til 11 millioner tønder om dagen. En mængde, der ventes at stige som følge af Kinas stigende olieforbrug. På sit smalleste sted er strædet blot halvanden sømil bredt og skaber derved en af verdens betydeligste flaskehalse.
Disse omstændigheder har gjort farvandet til hjemsted for pirater og et muligt mål for terrorisme. Pirateriet i Malaccastrædet var kraftigt stigende i begyndelsen af 2000'erne, men ved Jordskælvet i Det Indiske Ocean den 26. december 2004 blev store kystområder ved strædet oversvømmet med mange omkomne til følge. Umiddelbart efter den ødelæggende tsunami ophørte piratangrebene fuldstændig og er i dag på et markant lavere niveau end før tsunamien.